# MAJIN
MAJIN (англ. Membrane anchored junction protein) – білок, який кодується однойменним геном, розташованим у людей на 11-й хромосомі. Довжина поліпептидного ланцюга білка становить 176 амінокислот, а молекулярна маса — 20 078.
| 10         |  | 20         |  | 30         |  | 40         |  | 50         |
| ---------- |  | ---------- |  | ---------- |  | ---------- |  | ---------- |
| MSLKPFTYPF |  | PETRFLHAGP |  | NVYKFKIRYG |  | KSIRGEEIEN |  | KEVITQELEV |
| PVEKKAVGAV |  | MRKRKHMDEP |  | SSPSRPGLDR |  | AKIGTSSQGP |  | SKKKPPVETR |
| RNRERKTQQG |  | LQETLASDIT |  | DVQKQDSEWG |  | HSLPGRIVPP |  | LQHNSPPPKE |
| RAATGFFGFL |  | SSLFPFRYFF |  | RKSSHS     |  |            |  |            |

A: Аланін

D: Аспарагінова кислота

E: Глутамінова кислота

F: Фенілаланін

G: Гліцин

H: Гістидин

I: Ізолейцин

K: Лізин

L: Лейцин

M: Метіонін

N: Аспарагін

P: Пролін

Q: Глутамін

R: Аргінін

S: Серин

T: Треонін

V: Валін

W: Триптофан

Задіяний у таких біологічних процесах, як мейоз, альтернативний сплайсинг. 
Білок має сайт для зв'язування з ДНК. 
Локалізований у ядрі, мембрані, хромосомах.